# Gare de Hervey-Jonction
La gare de Hervey-Jonction à Hervey-Jonction dans la paroisse de Lac-aux-Sables est desservie par deux lignes de Via Rail Canada. C'est ici que les deux trains du nord du Québec, l'Abitibi et le Saguenay, en partance de Montréal se séparent pour continuer en solo, l'un vers Senneterre, l'autre vers Jonquière.
Le site actuel de la gare est situé juste en face de la chapelle d'Hervey-Jonction, au cœur du village, depuis 2007. Le site précédent de la gare d'Hervey-Jonction était situé à environ 300 mètres plus à l'est, le long de l'ex-voie ferrée du Transcontinental qui reliait Québec et Hervey-Jonction. Ce dernier tronçon ferroviaire a cessé d'être utilisé en 2007, après cent ans d'usage.
La première gare d'Hervey-Jonction, désignée "Reed Camp", était située au sud du village d'Hervey-Jonction, près de la limite de Sainte-Thècle.